# KK Lietkabelis Panevėžys
KK Lietkabelis Panevėžys (Litouws:Krepšinio Klubas Lietkabelis Panevėžys) is een professionele basketbalclub dat zijn thuiswedstrijden speelt in Panevėžys, Litouwen. Ze spelen in de Lietuvos Krepšinio Lyga.

## Geschiedenis
De club werd in 1964 opgericht als "Lietkabelis". In 1996 kreeg de club de naam "Kalnapilis". Tussen 1999 en 2012 had de club verschillende namen. In 2012 kreeg de club een nieuwe eigenaar en kreeg de club haar oude naam "Lietkabelis" terug. In 1985 en 1988 werd de club Landskampioen van de Litouwse SSR.

## Erelijst
- Landskampioen Litouwse SSR: 2
  - Winnaar: 1985, 1988
- Landskampioen Litouwen:
  - Tweede: 2017, 2022
  - Derde: 2020, 2021, 2023, 2024, 2025
- Karaliaus Mindaugo taurė:
  - Runner-up: 2017, 2021, 2022, 2024

## Bekende (oud)-spelers
| - Rimas Kurtinaitis - Mindaugas Lukauskis - Gintaras Leonavičius - Dainius Šalenga - Paulius Valinskas | - Erikas Venskus - Marin Marić - György Golomán - Nikola Popović |

## Bekende (oud)-coaches
| - Raimundas Sargūnas 1972–1978, 1991–1994 - Vidmantas Paškauskas 1979–1996 - Gintaras Leonavičius 1997–2004, 2009–2011, 2012 - Audrius Prakuraitis 2004–2005 - Paulius Juodis 2005–2006 - Ramūnas Cvirka 2006–2007 - Aurimas Matulevičius 2007–2009 - Algirdas Milonas 2011–2012 - Žydrūnas Valuckis 2012–2013 | - Robertas Giedraitis 2013 - Gintautas Vileita 2013–2014 - Mindaugas Budzinauskas 2014 - Gintaras Kadžiulis 2014–2015, 2018 - Kazys Maksvytis 2015–2017 - Artūrs Štālbergs 2017 - Ramūnas Butautas 2017–2018 - Nenad Čanak 2018–2023, 2023–heden - Roberts Štelmahers 2023 |